# أحب الروك آند رول
«أحب الروك آند رول» أو «آي لاف روك آند رول» (بالإنجليزية: I Love Rock 'n' Roll) هي أغنية للفرقة البريطانية ذا أروز، صدرت الأغنية منفردة في عام 1975, أعادت المغنية الأمريكية بريتني سبيرز تسجيلها ووضعتها ضمن ألبومها الثالث «بريتني». وأصدرتها كأغنية منفردة بتاريخ 27 مايو، 2002 بواسطة تسجيلات جايف.
أدت سبيرز الأغنية في فيلمها «كروس رودز», وقالت سبيرز أن الأغنية الأصلية من أغانيها المفضلة. استقبلت الأغنية بصوت سبيرز نقداً إيجابياً، ونجحت نجاحاً معتدلاً عالمياً، ووصلت إلى قوائم توب 20 في دول مختلفة، ونجحت نجاحاً معتدلاً في المملكة المتحدة، وكانت #13 (وكانت وقتها أدنى ترتيب لأغنياتها في البلاد قبل طرح أغنيتها «رادار» التي كانت #46, ثم أغنية «آي وونا قو» التي كانت #111). باعت الأغنية منفردة أكثر من 65,000 نسخة وأخذت شهادة ذهبية في أستراليا.
في الفيديو تظهر سبيرز تغني مع فرقتها الخاصة، مع كومة من السماعات والأضواء الوامضة. تم تصنيف الفيديو كثاني فيديو ضمن قائمة أفضل فيديوهات مصورة في 2002 في جوائز إم تي في لأمريكا اللاتينية.